# Maria Antonieta d'Àustria

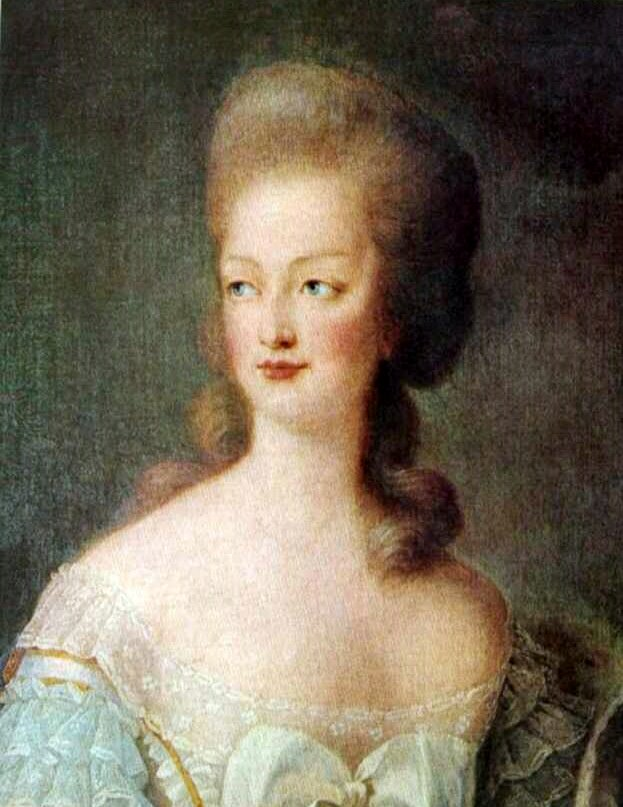
Maria Antonieta 1778, retrat d'Élisabeth Vigée-Lebrun

Maria Antonieta d'Àustria (Viena, 2 de novembre de 1755 - París, 16 d'octubre de 1793) fou reina de França i l'esposa de Lluís XVI de França. Pertanyent a la dinastia dels Habsburg, fou arxiduquessa d'Àustria, i princesa d'Hongria i de Bohèmia amb el doble tractament d'altesa reial i imperial. Es va convertir en dauphine de França el maig de 1770 als 14 anys després del seu matrimoni amb Lluís XVI de França, hereu al tron francès. Amb l'arribada de la Revolució Francesa (1789), Maria Antonieta i Lluís XVI van intentar fugir del país. Finalment, el 16 d'octubre del 1793 va ser condemnada a mort i guillotinada.

## Orígens familiars
Nascuda a Hofburg, Viena, el dia 2 de novembre de 1755 essent filla de l'emperador Francesc I i de l'arxiduquessa Maria Teresa I d'Àustria. Maria Antonieta era neta per via paterna del duc Leopold III de Lorena i de la princesa Elisabet Carlota d'Orleans, mentre que per via materna ho era de l'emperador Carles VI i de la princesa Elisabet Cristina de Brunsvic-Wolfenbüttel.

## Infància
La seva educació es va posar en mans de la institutriu de la família reial Madame de Brandeis, i va compartir la seva infantesa entre el palau Hofburg i el Palau de Schönbrunn. La seva infantesa va estar marcada per nombroses trobades, com la amb el nen prodigi molt petit Mozart a la Sala dels Miralls del Palau de Schönbrunn el 13 d'octubre de 1762. Maria Antonieta va rebre una educació en la que la postura, la dansa, la música i l'aparença ocupaven la major part del seu temps, sense beneficiar-se així de cap educació política. Així, als deu anys, encara tenia dificultats per llegir i escriure en alemany, parlava poc i amb dificultats el francès i molt poc italià, tres idiomes que aleshores es parlaven amb fluïdesa a la família imperial, i aprengué els rudiments de llatí. Madame de Brandeis, responsable per l'emperadriu del retard de la jove princesa, és destituïda i és substituïda per Madame de Lerchenfeld, més severa. Maria Antònia era aleshores una nena entremaliada, vertiginosa i mocosa.
En aquesta època, la cort austríaca tenia una etiqueta molt menys estricta que la del Palau de Versalles: els balls eren menys complexos, el luxe era menor i les multituds eren més reduïdes. La jove Maria Antonieta era molt propera a la seva germana, Maria Carolina tres anys més gran, amb un caràcter assertiu i que, en el marc de la reconciliació entre les Cases d'Àustria i França, esdevindrà reina de Nàpols i Sicília en casar-se amb Ferran el rei de Nàpols i de Sicília el 1768.
La seva mare Maria Teresa I d'Àustria, com tots els sobirans de l'època, va posar el matrimoni dels seus fills al servei de la seva política diplomàtica, que pretenia conciliar, després de segles de guerra, les Cases d'Àustria i França, en el context de la inversió de les aliances i el final de la Guerra dels Set Anys, i fer front així a les ambicions conjuntes de Prússia i Gran Bretanya. La mort de l'emperador Francesc el 1765 va deixar l'emperadriu inconsolable, i malgrat el seu dolor, Maria Teresa va assumir l'única responsabilitat de l'educació de les seves filles i estava especialment disposada a concloure el matrimoni entre el delfí de França Lluís August i la seva filla Maria Antonieta, que havia de provocar la reconciliació de les dues de les cases més prestigioses d'Europa. Lluís XV de França no va veure cap objecció al matrimoni de la princesa amb el seu net sempre que pogués parlar francès correctament, i l'abat Mathieu-Jacques de Vermond fou enviat a la Cort de Viena per ensenyar la seva futura llengua a la futura delfina, i també envia reconeguts especialistes francesos per tal de millorar entre altres coses la seva dentadura i el seu pentinat.

## Núpcies i descendència
Maria Antonieta va arribar a la cort francesa l'any 1770 quan era una adolescent de 14 anys per casar-se amb qui seria quatre anys més tard Lluís XVI de França, fill de Lluís de França i de la princesa Maria Josepa de Saxònia. Va arribar escortada per un seguici que incloïa 57 carruatges, 117 lacais i 376 cavalls. La unió va ser impulsada pel duc de Choiseul, secretari d'estat d'afers exteriors, com a maniobra per a la reconciliació entre França i Àustria.
El casament per procurationem es va dur a terme a Àustria, mentre que el considerat com a veritable va tenir lloc el 16 de maig de 1770 a la Capella del Palau de Versalles en una celebració davant més de 5000 convidats de l'aristocràcia i conduïda per l'arquebisbe de la Catedral de Reims.
La jove, amb un físic agradable, era bastant petita i sense la gola tan apreciada a França. El cabell era ros bastant profund tendent al vermell, que sota la pols pren reflexos rosats. Els seus ulls blaus pàl·lids són una mica massa prominents. El seu rostre, amb gran front formava un oval molt allargat, i el seu nas aligueny era poc fi. La jove delfina, però, tenia molta gràcia i lleugeresa en la seva manera de moure's. Va arribar a l'enemistat d'una part de la cort. A més, la jove va tenir dificultats per acostumar-se a la seva nova vida, per la complexitat i l'engany de la "vella cort", al llibertinatge de Lluís XV i de la seva amant la comtessa de Barry. El seu marit l'estima però l'evita, marxant a caçar molt aviat; lluita per acostumar-se al cerimonial francès, a la manca d'intimitat i suporta dolorosament l'etiqueta i les rígides instruccions de la cort.
La parella tingué quatre fills.
- SAR la princesa Maria Teresa de França, nada a Versalles el 1778 i morta al Castell de Frohsdorf el 1851. El 1799 es casà amb el duc d'Angulema.
- SAR el príncep Lluís Josep de França, nat a Versalles el 1781 i mort a Meudon el 1789.
- SM el rei Lluís XVII de França, rei titular (1793-1795), nat a Versalles el 1785 i mort a París el 1795.
- SAR la princesa Maria Sofia de França, nada a Versalles el 1786 i morta al mateix Versalles el 1787.

## Regnat
El rei Lluís XV va morir el 10 de maig de 1774 i Maria Antonieta es va convertir en reina de França i Navarra als 18 anys. Davant la debilitat del nou rei, Maria Antonieta es va intentar posicionar com a líder extraoficial del regne i va intervenir en gran part de les decisions que es prenien a palau. Encara sense hereu per oferir França i encara considerada un estranger fins i tot per la família reial que no li agradava, la reina es va convertir, a partir de l'estiu de 1777, en l'objectiu de les primeres cançons hostils que van circular de París a Versalles.
Un autèntic grup s'aixecà contra ella en el seu ascens al tron, van circular pamflets, primer textos pornogràfics breus i després difamacions brutes13. Tanmateix, les seves atribucions oficials eren molt limitades i a l'esfera pública va dedicar la major part del seu temps a socialitzar i a desplegar els seus gustos extravagants: música, moda, jocs d'atzar, ampliació dels seus espais privats, amors i intrigues de palau. A conseqüència d'això va ser anomenada popularment "Madame Déficit" com a cap visible dels excessos de la noblesa, i el poble la va fer responsable directa de la misèria que patia. Els seus contratemps matrimonials sent públics, va ser acusada de tenir amants masculins (el seu cunyat el comte d'Artois o el comte suec Axel de Fersen) i femenins (la duquessa de Polignac o la princesa de Lamballe14), per dilapidar diners públics en frivolitats (vestits de Rose Bertin, perfums de Jean-Louis Fargeon) o per als seus favorits, per ser una titella d'Àustria, ara dirigida pel seu germà Josep. Se la critica com una nimfòmana perversa i insaciable i molt ràpidament s'escampa la certesa del seu erotisme insaciable, descrivint-la com una "prostituta babilònica" amb el costum d'esgotar diàriament al Trianon a diversos homes i dones per satisfer la seva "lascivia diabòlica". A més, la parella reial va ser incapaç de procrear, i això va alimentar els rumors sobre la impotència de Lluís XVI o l'esterilitat de Maria Antonieta, rumors difosos generosament pel comte de Provença —el possible successor del seu germà—, únic jutge apte per governar. El rei, de fet, resulta ser inexpert i intimidat per la seva dona amb qui no es porta bé. Aquesta última, poc atreta pel seu marit, es mostra reticent a complir el deure matrimonial. La seva mare l'arxiduquessa Maria Teresa I d'Àustria, tement per la supervivència de l'Aliança Franco-Austríaca i que la seva filla pogués ser repudiada, va enviar el seu fill gran Josep el 19 d'abril de 1777 a la Cort de França per tal d'analitzar millor la situació de la parella. Un any més tard, la parella va donar a llum la seva primera filla, Maria Teresa de França, però aquest naixement tan esperat semblava sospitós i va donar lloc a rumors sobre la bastardia del nen, amb la paternitat de la princesa atribuïda al comte d'Artois o al duc de Coigny.
Va ignorar la crisi financera per la qual travessava el país i va desautoritzar les reformes liberals de Turgot i Necker. No va tenir contemplacions amb les masses famolenques que es concentraven davant el Palau de Versalles i va enviar contra elles les seves tropes. El poble sempre va pensar que la seva reina servia els interessos austríacs.

## Revolució francesa
Va posar el rei contra la Revolució, i va rebre el suport de Mirabeau i Barnave en la defensa de les seves idees monàrquiques. Lluís XVI de França i la seva dona, la reina Maria Antonieta d'Àustria, van fugir de París la nit del 20 de juny del 1791 reconeguts i detinguts a Varennes, van haver de retornar a París el 25 de juny al capvespre quedant confinats al Palau de les Teuleries. Els parisencs, silenciosos i hostils, restaven per primer cop, davant del rei, sense treure's el barret. L'Assemblea Nacional Constituent va acordar que el rei podria ser restaurat al poder si acceptava la constitució però diverses faccions de París com el Club dels Cordeliers i els jacobins no estaven d'acord, i això va provocar una protesta al Camp de Mart; la protesta es va tornar violenta, resultant en la Massacre del Camp de Mart el 17 de juliol. Les potències europees, espantades pels successos revolucionaris, decideixen intervenir i el 27 d'agost de 1791, l'emperador Leopold, germà de la reina i el rei Frederic Guillem II de Prússia, després d'haver consultat nobles francesos emigrats, promulgaren la declaració de Pilnitz, segons la qual, els monarques europeus es mostraven interessats en la protecció de Lluís XVI i la seva família, i, vagament, s'hi amenaçava amb greus conseqüències si els passava res. Per la banda francesa, la guerra fondrà la causa revolucionària amb la nacional. Davant l'esclat bèl·lic les visions seran oposades: Robespierre la tem, el rei la desitja, els girondins confien a estendre la croada revolucionària a Europa i els més moderats creuen que la guerra estabilitzarà el règim.
Els jacobins, amb el suport dels elements més radicals de la burgesia, s'oposen enèrgicament al poder de la burgesia girondina i mobilitzen el desencís popular per portar més enllà la revolució. Danton, Maximilien Robespierre, Camille Desmoulins, Fabre d'Églantine, Marat… agiten les masses. Durant l'estiu de 1792, els clubs polítics ja discutien de manera oberta sobre la possibilitat de destronar Lluís XVI; el 3 d'agost, Pétion, en nom de la Comuna de París (govern municipal), va proposar, a l'Assemblea Legislativa l'abolició de la Monarquia. El poble, però, no estava pas disposat a seguir el legalisme de Pétion. El 10 d'agost de 1792, aprofitant el Manifest de Brunswick del comandant prussià que amenaçava de destruir París si s'exercia violència contra Lluís XVI, provoca que les masses populars de París assaltin el Palau de les Teuleries. Davant l'esclat revolucionari, Lluís XVI va decidir traslladar-se amb la seva família a la cambra de l'Assemblea Legislativa per demanar-hi protecció. Però, el poder estava en mans dels insurgents i la Comuna de París que van demanar la deposició del rei. L'Assemblea va prendre la mesura de convocar l'elecció d'una convenció nacional, destituir el govern i suspendre, que no deposar, el rei.

## Condemna i mort

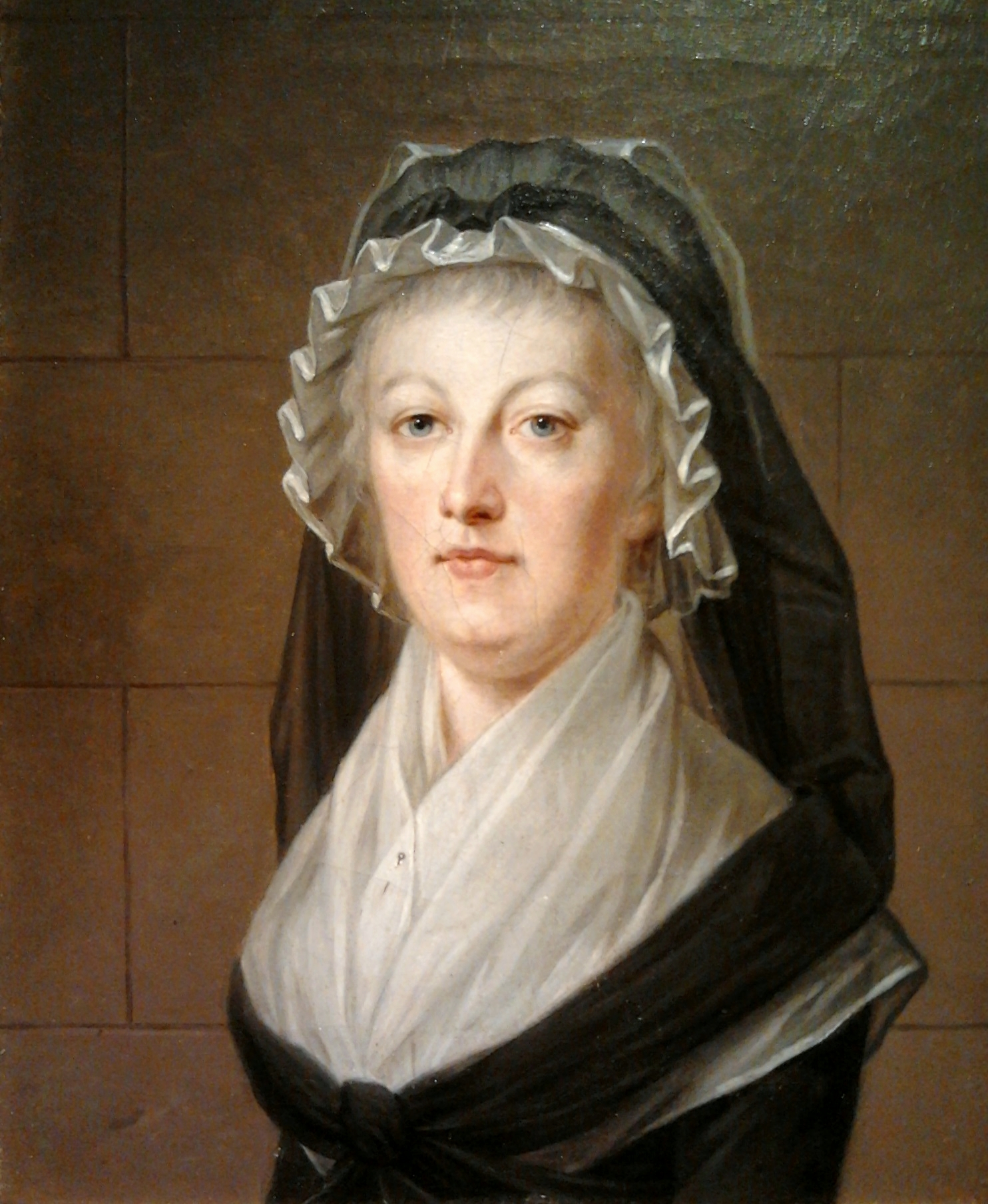
Maria Antonieta presonera al Temple

El 13 d'agost de 1792, va ser detinguda i empresonada juntament amb Lluís XVI, els seus fills i la seva cunyada Elisabet a la Torre del Temple. El desembre de 1792 Lluís XVI va ser separat de la seva família i jutjat pel tribunal revolucionari, i va ser condemnat a pena de mort a la guillotina. Finalment va morir executat a París el 21 de gener de 1793.
El 13 d'octubre de 1793 Maria Antonieta va ser jutjada a La Conciergerie pel tribunal revolucionari. Va ser condemnada a mort acusada de conspirar contra França, d'arruïnar al país amb els seus capricis, i fins i tot d'haver mantingut una relació incestuosa amb el seu fill Lluís Carles. Va morir executada a la guillotina el dia 16 d'octubre de 1793 davant d'una multitud congregada a la Plaça de la Concorde.
Les restes del matrimoni reial van ser traslladades l'any 1815 a la cripta de l'Abadia de Sant Denís, on es va erigir un monument al matrimoni sobre la tomba de Lluís XVI i la de Maria Antonieta.

## Maria Antonieta i la Cultura Popular
Ha passat a la Història de l'Art, i de la Moda, contradictòriament com en la Història Moderna, com una mecenes, una espècie de Princesa d'Occident, una espècie de Jackie Kennedy, Grace Kelly, Carolina de Mònaco o Diana de Gal·les del moment. Com una creadora d'estil i moda, sobretot gràcies als dispendis en roba, vestits i complements que li dissenyava la seva Ministra de la Moda ("Ministre des Modes"), Rose Bertin, i el seu perruquer Leonard Autié, Perruquer de la Reina ("Coiffeur de la Reine").
El canvi d'alçada en els pentinats és la seva més gran aportació a la perruqueria contemporània, amb la introducció del "Pouf", un conglomerat de gasa, cotó i filferro, que creava una estructura aèria, que es tapava amb cabells de la persona, donant molta alçada als pentinats. Després se li afegien plomes d'estruç, maquetes de vaixells, flors de tela, o collars de perles.
Més tard, a finals del segle xviii, estèticament, els pentinats aniran relaxant-se i baixant d'alçada, tot i que augmentarà l'amplada, influïda per la moda anglesa, l'anomenada coiffure a l'enfant ja que Maria Antonieta, amb la darrera filla, que morirà prematurament, va perdre molt de cabell, i Leonard hagué de crear un pentinat, molt curt a la part alta, ja que la Reina havia perdut molts cabells, i en canvi a les parts baixes de la nuca i els costats no. El "pentinat de nen", consisteix en el fet que els pels de dalt es deixen créixer 4 dits i després es fa una permanent per a que sembli que la persona té molt de cabell, les parts dels costats, les deixava llargues i continuava fent tirabussons, i en cas que faltés cabell a dalt, lligava les puntes de pèls dels costats i darrere a la part alta del cap, i els cardava per a semblar que era pèl d'aquella part.
Respecte el vestuari, al principi va mantenir l'ús del guardainfant en la roba de cort francesa, heretat per la tradició de la vestimenta castellana introduïda per Maria Teresa d'Àustria, muller de Lluís XIV. Eren unes estructures fetes amb les barbes de la balena, per la seva elasticitat i durabilitat i cintes de seda, que tenien la missió d'estufar el vestit, la dita "robe a paniers", "a les cistelles" per la forma de cistella de vímet invertida a cada costat del maluc.
Amb el canvi de caràcter, sobretot amb els naixements dels seus fills, i la maduresa amb la relació de Lluís XVI, més distant i sincera, va anar deixant la moda tan estructurada per evolucionar a la moda a l'anglesa, amb camises de cotó que solament es subjectaven al cos amb una cinta de raso o seda, la qual cosa també li va comportat crítiques, per ser una etiqueta massa sexy per una reina de França, o l'adopció del vestit noble de camp anglès, que introduïa el polissó i els enagos.
Però la seva influència no es va quedar solament en el camp del vestuari o l'estètica personal, si no també en el de la decoració amb el suport que va fer a l'arquitectura neoclàssica amb el seu arquitecte fetitxe, Richard Mique, així com els treballs refinats d'arts aplicades a l'ebenisteria feta per Jean-Henri Riesener, gran defensora de la seva obra.
La pintura, amb el suport a la seva amiga i retratista, Élisabeth Vigée Le Brun, una dona, de les poques pintores professionals de la història, o la música, amb el seu mecenatge a Gluck i la seva òpera, Iphigénie en Aulide, demostren que tot i ser una persona amb poc coneixement de la realitat social de França, i tenir la mà trencada per a despeses importants, també era una persona amb una personalitat avançada per al bon gust i l'estil.
Amb els anys, la influència de Maria Antonieta com icona de persona inadaptada al seu medi, i infeliç amb el seu destí, a més de rebel i moderna, així com inteligent, en la vida personal, però alhora reaccionària i conservadora en la vida pública, fan d'ella un personatge contradictori i real. Una biografia destacada d'ella és la de Stefan Zweig, on retracta aquesta doble dualitat, infantil i capritxosa de la primera part de la seva vida, amb una més madura i resignada de la seva part final, com a sabedora que no ho havia fet bé.
Maria Antoineta continua estant present en l’actualitat com a la Reina desgraciada i glamurosa que va ser, i la mostra han estat subhastes de joies personals heretades per Alícia de Borbó Parma, heretades en dos generacions a través de la filla de Maria Antonieta, Maria Teresa de França. Els preus aconseguits per la perla de les arracades del quadre “Marie Antoinette avec ses enfants” de Vigée Le Brun, o els braçalets que ella va enganxar al seu vestit del quadre tan odiat per ella, pintat per Weissmuller, del Museu de Belles Arts d’Estocolm, mostren l’actualitat de la darrera Reina de França.
A la cerimònia inaugural dels Jocs Olimpics de París 2024, un dels moments més importants va ser quan el grup de death metal, Gojira cantava una cançó revolucionària, i totes les finestres de la Conciergerie estaven plenes de figurants disfressats de Maria Antonieta, amb el cap a les mans i els caps podien cantar.
Darrerament, Maria Antonieta ha estat en els mitjans de comunicació, ja que la casa de subhastes Christie's, va vendre el diamant rosa que li havia pertangut, i que després va passar a la seva filla, Maria Teresa de França, i d'aquesta a Maria Teresa de Chambord, i després a la Casa de Baviera, amb la reina Maria Teresa de Baviera, que la va donar als seus descendents, que l'han venut, aconseguint el preu de 13 milions d'euros

## Llegat
Per a moltes figures revolucionàries, Maria Antonieta era el símbol del que estava malament amb l'antic règim a França. La responsabilitat d'haver provocat les dificultats econòmiques de la nació va ser posada a les seves espatlles pel tribunal revolucionari, i sota les noves idees republicanes del que significava ser membre d'una nació, la seva descendència austríaca i la correspondència continuada amb la nació competidora la va convertir en una traïdora. El poble de França va veure la seva mort com un pas necessari per completar la revolució. A més, la seva execució va ser vista com un signe que la revolució havia fet la seva feina.
Marie Antoinette també és coneguda pel seu gust per les coses bones, i els seus encàrrecs a artesans famosos, com Jean-Henri Riesener, suggereixen més coses sobre el seu llegat perdurable com a dona de gust i mecenatge. Per exemple, una taula d'escriure atribuïda a Riesener, ara situada a Waddesdon Manor, testimonia el desig de Maria Antonieta d'escapar de la formalitat opressiva de la vida de la cort, quan va decidir traslladar la taula del boudoir de la reina, de la Meridienne, a Versalles a el seu interior humil, el Petit Trianon. Els seus objectes preferits van omplir el seu petit castell privat i revelen aspectes del personatge de Maria Antonieta que han quedat enfosquits per estampes polítiques satíriques, com les de Les Tableaux de la Révolution. Tenia diversos instruments. El 1788 va comprar un piano fet per Sébastien Érard.
Un catàleg de la biblioteca personal de Maria Antonieta de 736 volums va ser publicat per Paul Lacroix el 1863, utilitzant el seu pseudònim PL Jacob. Els llibres enumerats eren de la seva biblioteca al Petit Trianon, inclosos molts que es troben al seu tocador, i consisteixen principalment en novel·les i obres de teatre. Una selecció aleatòria dels seus llibres inclou Histoire de Mademoiselle de Terville de dame de. Madeleine d'Arsant Puisieux, Le Philosophe parvenu ou Lettres et pièces originales contenant les aventures d'Eugène Sans-Pair de Robert-Martin Lesuire, i Oeuvres mêlées... contenant des tragédies et différents ouvrages en vers et en prose de dame Gabriel de. Madeleine-Angélique Poisson Gomez. Al Palau de les Tulleries de París es conservava una biblioteca més gran i oficial de Maria Antonieta.
Molt després de la seva mort, Maria Antoinette continua sent una figura històrica important vinculada al conservadorisme, l'Església catòlica, la riquesa i la moda. Ha estat objecte de diversos llibres, pel·lícules i altres mitjans. Els autors políticament compromesos l'han considerat la representant per excel·lència del conflicte de classes, l'aristocràcia occidental i l'absolutisme. Alguns dels seus contemporanis, com Thomas Jefferson, li van atribuir l'inici de la Revolució Francesa.

### En la cultura popular
La frase «Que mengin brioix» s'atribueix sovint a Maria Antonieta, però no hi ha proves que l'hagi pronunciat mai, i ara es considera generalment un tòpic periodístic. Aquesta frase va aparèixer originalment al llibre VI de la primera part de l'obra autobiogràfica de Jean-Jacques Rousseau Les Confessions, acabada el 1767 i publicada el 1782: {{cita|«Enfin je me rappelai le pis-aller d'une grande Princesse à qui l'on disait que les paysans n'avaient pas de pain, et qui répondit: Qu'ils mangent de la brioche ('Finalment vaig recordar la solució provisional d'una gran princesa a qui li van dir que els pagesos no tenien pa, i que va respondre: Que mengin brioix')». Rousseau atribueix aquestes paraules a una gran princesa, però la suposada data d'escriptura precedeix l'arribada de Maria Antonieta a França. Alguns pensen que el va inventar del tot.
Als Estats Units, les expressions d'agraïment a França per la seva ajuda en la Revolució Americana van incloure el nom d'una ciutat Marietta, Ohio, el 1788. La seva vida ha estat objecte de moltes pel·lícules, com ara Marie Antoinette (1938) i Maria Antonieta (2006).
El 2020, una sabata de seda que li pertanyia es va vendre en una subhasta al Palau de Versalles per 43.750 euros (51.780 dòlars).
El 2022, la seva història va ser dramatitzada per una sèrie de televisió en anglès de Canal+ i de la BBC.